# Западный тиранн
Западный тиранн (лат. Tyrannus verticalis) — вид певчих птиц из семейства тиранновые.

## Описание
Длина тела этих птиц — от 20 до 24 см. Верхняя часть тела взрослой особи имеет серовато-оливковый оттенок. Голова серая с тёмными линиями, проходящими через глаза. Грудь светло-оранжево-желтого окраса; хвост длинный черный с белыми внешними перьями. Когда птица топорщит перья на макушке головы в период ухаживания или противостояния с другими видами, становится заметным красное пятно.

## Распространение
Эти птицы мигрируют в стаях от Флориды и Тихоокеанского побережья до южной Мексики и Центральной Америки.

## Образ жизни
Название «тиранн» происходит от их поведения. Эти птицы агрессивно защищают свою территорию, даже от гораздо более крупных птиц, таких как ястребы.

## Питание
В основной рацион питания входят насекомые, которых они ловят в полете. Они также едят ягоды.

## Размножение
Размножаются на открытой местности в западной части Северной Америки. Строят чашевидные гнезда на дереве или в кустарнике, иногда на вершине столба или на других техногенных структурах. Кладка от трех до пяти яиц, и высиживают в течение 12-14 дней.